# Camille Winbush
Camille Simoine Winbush (née le 9 février 1990 à Culver City en Californie) est une actrice américaine.

## Filmographie
- 1999 : Ghost Dog : La Voie du samouraï
- 2001 : The Bernie Mac Show (TV) : Vanessa Thomkins
- 2007 : Esprits Criminels : Ally
- 2007 : Grey's Anatomy : Camille
- 2008-2013 : La Vie secrète d'une ado ordinaire : Lauren Treacy

## Récompenses et nominations

### Récompenses
Son rôle dans The Bernie Mac Show lui a permis de remporter trois Image Awards et un Young Artist Award.